# Мел Пендер
Мелвін Пендер молодший (англ. Melvin Pender Jr.; нар. 31 жовтня 1937) — американський легкоатлет, який спеціалізувався в бігу на короткі дистанції.

## Із життєпису
Олімпійський чемпіон в естафеті 4×100 метрів (1968).
Двічі був шостим в олімпійських фіналах з бігу на 100 метрів (1964, 1968).
Ексрекордсмен світу в естафеті 4×100 метрів.
Ветеран В'єтнамської війни. Пішов у відставку у званні капітана після 21 року військової служби.
По завершенні спортивної кар'єри працював тренером, дизайнером спортивного взуття, спеціалістом з маркетингу та керував програмою розвитку молоді в Асоціації гравців Національної футбольної ліги.

## Основні міжнародні виступи
| Рік  | Змагання         | Місто   | Місце            | Дисципліна | Примітки         |
| ---- | ---------------- | ------- | ---------------- | ---------- | ---------------- |
| 1964 | Олімпійські ігри | Токіо   | 6                | 100 м      | Відео на YouTube |
| 1968 | Олімпійські ігри | Мехіко  | 6                | 100 м      | Відео на YouTube |
| 1968 | 1                | 4×100 м | Відео на YouTube |            |                  |